# Daybreak (film fra 1918)
Daybreak er en amerikansk stumfilm fra 1918 af Albert Capellani.

## Medvirkende
- Emily Stevens som Edith Frome
- Julian L'Estrange som Arthur Frome
- Herman Lieb som Herbert Rankin
- Augustus Phillips som Dr. David Brett
- Francis Joyner som Carl Peterson